# Klar til Europa
Klar til Europa er en dansk dokumentarfilm fra 1951 instrueret af Ole Berggreen og efter manuskript af Albert Mertz.

## Handling
Forløbet af arbejdet med fremstillingen og nedlægningen af det dansk-hollandske telefonkabel - et koaksialkabel. Nedlægningen af jordkablet, som er fremstillet i Danmark, følger i det væsentlige hovedvej 1 - over Lillebælt fæstnes det på broen. Fra Lillebæltsbroen fortsættes tværs over Sønderjylland og ud over Rømødæmningen til en kystforstærkerstation på Rømø. Der er indrettet en forstærkerstation for hver 10 kilometer på ruten. Søkablet, der er fremstillet i England, udlægges over Nordsøen dels fra det danske skib C.E. Krarup, dels fra den store engelske kabeldamper Monarch. Etableringen af den nye forbindelse betyder en stor lettelse i telefontrafikken ikke blot mellem Danmark og Holland, men også til det øvrige Europa.